# Ikuo Matsumoto
Ikuo Matsumoto (松本 育夫, Matsumoto Ikuo, Utsunomiya, 3 november 1941) is een Japans voormalig voetballer die als aanvaller speelde.

## Clubcarrière
In 1960 ging Matsumoto naar de Waseda-universiteit, waar hij in het schoolteam voetbalde. Nadat hij in 1964 afstudeerde, ging Matsumoto spelen voor Toyo Industries. 1965 werd de ploeg opgenomen in de Japan Soccer League, de voorloper van de J1 League. Met deze club werd hij in 1965, 1966, 1967, 1968 en 1970 kampioen van Japan. Matsumoto veroverde er in 1965, 1967 en 1969 de Beker van de keizer. In 9 jaar speelde hij er 88 competitiewedstrijden en scoorde 31 goals. Matsumoto beëindigde zijn spelersloopbaan in 1973.

## Japans voetbalelftal
Ikuo Matsumoto debuteerde in 1966 in het Japans nationaal elftal en speelde 11 interlands, waarin hij 1 keer scoorde.

## Statistieken
| Japans voetbalelftal | Japans voetbalelftal | Japans voetbalelftal |
| Jaar                 | Wed.                 | Dlp.                 |
| -------------------- | -------------------- | -------------------- |
| 1966                 | 4                    | 1                    |
| 1967                 | 3                    | 0                    |
| 1968                 | 2                    | 0                    |
| 1969                 | 2                    | 0                    |
| Totaal               | 11                   | 1                    |